# Mohammed ibn Mohammed Alami
Pour les articles homonymes, voir Alami.
Mohammed ibn Mohammed Alami (né en 1932, décédé en 1993) est un écrivain et poète marocain. Il appartient à la génération des poètes marocains qui ont publié leurs écrits dans des revues et des journaux. Beaucoup plus tard, son travail fut publié dans les collections poésie.

## Œuvres
- Dîwân Muh:ammad bin Muh:ammad al-`Alamî Rabat: Mat:ba`a Fîdbrânt, 1999.
- Dîwân Muh:ammad bin Muh:ammad al-`Alamî: Nafh:ât wa ishrâqât Rabat, 2002.